# ティモシーの小さな奇跡
『ティモシーの小さな奇跡』（ティモシーのちいさなきせき、The Odd Life of Timothy Green）は、2012年にアメリカ合衆国で製作されたファンタジー映画。日本では劇場公開されずビデオスルーされた。

## ストーリー
シンディとジムは仲睦まじい夫婦であったが、未だ子供に恵まれずついに医師からも望みは絶望的であると宣告を受ける。それでも諦めきれない二人は子供への未練を断ち切るために「自分達の理想の子供」について書いたメモを庭に埋めるのであった。その夜、二人の前に泥だらけの少年が現れる。「ティモシー」と名乗る10歳ぐらいのその少年を、天からの授かりものだと夫婦は温かく迎え入れるのであった。こうして三人の生活が始まるのであったが、ティモシーには一つ他の子供とは大きく異なるところがあり、なんと彼にはくるぶし辺りから葉っぱが生えていたのだ。純粋無垢な彼と触れ合っていくうちに、周囲の人々の心は幸せで満ちていく。だが、季節が進むに連れてティモシーの葉は枯れていってしまう。そして葉が全て散った時、彼との悲しい別れが待っていた。
ティモシーとの生活を経て、シンディとジムは改めて「親」となることを決意し、養子縁組センターに申請を出すと、担当のイヴェットらにティモシーとの出会いから別れまでをつぶさに語る。それからしばらくして、センター職員が2人の前に1人のアジア系の少女を連れて来る。こうして、ぎこちないながらも3人での生活が始まる。

## キャスト
シンディ・グリーン
演 - ジェニファー・ガーナー、日本語吹替 - 安藤麻吹
地元の鉛筆博物館で働く女性。
ジム・グリーン
演 - ジョエル・エドガートン、日本語吹替 - 坂詰貴之
地元の鉛筆工場で働く男性。シンディの夫。父親の自分に対する姿勢に幼い時から不満を感じている。
ティモシー・グリーン
演 - CJ・アダムス、日本語吹替 - 青木柚
シンディとジムの前に突然現れた不思議な少年。2人の息子となる。
ジョニ・ジェローム
演 - オデヤ・ラッシュ、日本語吹替 - 山口愛
ティモシーと同じ学校に通う少女。アーティスティックで個性的。ティモシーのガールフレンドになる。
イヴェット・オナト
演 - ショーレ・アグダシュルー、日本語吹替 - 増子倭文江
養子縁組センターの職員。シンディとジムの夫婦を担当。
ブレンダ・ベスト
演 - ローズマリー・デウィット、日本語吹替 - 湯屋敦子
シンディの姉。既婚で子持ち。シンディに自分の子供の自慢ばかりする嫌みな女性。
ジェームズ・グリーン・Sr（ビッグ・ジム）
演 - デヴィッド・モース、日本語吹替 - 菅生隆之
ジムの父親。ジムとの親子関係は険悪ではないが微妙。
バブおじさん
演 - M・エメット・ウォルシュ、日本語吹替 - 川久保潔
シンディの育ての親。
メルおばさん
演 - ロイス・スミス、日本語吹替 - 竹口安芸子
シンディの育ての親。バブおじさんの妻。
レジー
演 - リン＝マヌエル・ミランダ、日本語吹替 - 落合弘治
シンディとジムの古くからの友人。ティモシーの足に生えている葉っぱを切り落とすように頼まれる。
バーニス・クラドスタッフ
演 - ダイアン・ウィースト、日本語吹替 - 弥永和子
シンディの偏屈な上司。服装のセンスや性格の悪さなどを正直に指摘したシンディをクビにする。
フランクリン・クラドスタッフ
演 - ロン・リビングストン
ジムの傲慢な上司。ティモシーをいじめた少年の父親。ジムとシンディが発明した葉っぱを使った鉛筆を自分が発明したことにするが、すぐに嘘がバレる。
ジョセフ・クラドスタッフ
演 - ジェームズ・レブホーン
ジムの勤める鉛筆工場の経営者。フランクリンの父親。
コーチ・カル
演 - コモン、日本語吹替 - 楠大典
地元の少年サッカーチームのコーチ。